# دانييل تافاريس
دانييل تافاريس هو لاعب كرة قدم برتغالي في مركز الهجوم، ولد في 16 فبراير 1997 في أمادورا في البرتغال. لعب مع نادي بنفيكا.

## وصلات خارجية
- دانييل تافاريس على موقع قاعدة بيانات كرة القدم.إي يو (الإنجليزية)
- دانييل تافاريس على موقع Soccerway.com (الإنجليزية)